# Psychocampa eminens
Psychocampa eminens is een vlinder uit de familie van de Mimallonidae. De wetenschappelijke naam van de soort is voor het eerst geldig gepubliceerd in 1923 door Dognin.